# Ferrari Tipo 021
Il Ferrari Tipo 021 è un motore endotermico alternativo a ciclo Otto da competizione, progettato dalla Ferrari per equipaggiare le proprie monoposto nel mondiale di Formula 1.
La peculiarità di questo motore è quella di essere il primo dotato di turbocompressore tra quelli che hanno equipaggiato le Ferrari di Formula 1, mentre il record di primo motore turbo prodotto dalla Ferrari spetta a quello della 208 che venne presentato nel 1980, un anno prima rispetto all'esordio ufficiale del Tipo 021.
Questo motore è stato evoluto dal 1981 fino al 1986 ed è stato sviluppato principalmente in due versioni dette 021 e 031-032.

## Contesto
La Ferrari è nota come l'unica scuderia ad aver preso sempre parte a tutte le edizioni del Campionato Mondiale di Formula 1, e per essere la squadra più vincente in questa specialità.
Tra i vari fattori che hanno portato a questo successo ci sono sempre stati i motori, poiché la casa di Maranello è sempre riuscita a costruire propulsori che primeggiavano in termini di prestazioni.
Tuttavia nel 1977 la Renault si iscrisse al mondiale esordendo con un motore insolito, ossia turbo, sfruttando una clausola regolamentare che esisteva sin dagli albori della serie, ossia la possibilità di usare motori turbo da 1500 cc anziché motori aspirati da 3000 cc. Fino ad allora nessun costruttore aveva scelto la strada della Renault perché si riteneva che quella soluzione comportasse più svantaggi che vantaggi, ma i transalpini negli anni riuscirono a rendere sempre più competitiva la propria macchina e il proprio motore, ed imporsi su tutti in termini di prestazioni tanto che solo problemi di affidabilità gli impedirono di aggiudicarsi i due titoli piloti e costruttori.
Nel 1980 la Ferrari corse una delle peggiori stagioni della sua storia, anche perché usava un pacchetto telaio-motore-aerodinamica ormai datato, che trovava la sua genesi nella monoposto 312 T del 1975.
Già nel 1978 la Lotus introdusse le cosiddette minigonne con canali Venturi per migliorare l'aerodinamica della macchina, e la Ferrari dovette correre ai ripari con una soluzione ibrida nel 1979 e nell'80 perché usava un motore a V di 180° invece dei V8 Cosworth di 90° inglesi, che essendo meno ingombranti permettevano di realizzare dei canali Venturi di dimensioni maggiori e dunque migliorare le prestazioni.
A quel punto Enzo Ferrari (sempre restio alle innovazioni) decise che per il 1981 avrebbe voluto una macchina meno conservativa e che beneficiasse sia di un motore di nuovo ai vertici per potenza, ma anche di un motore più compatto che permettesse di migliorare l'aerodinamica ad effetto suolo.
Per questo scopo venne progettato il Tipo 021.

## Progetto
Il Tipo 021 può essere considerato come il primo motore che la Ferrari ha progettato pensando ad un'ottica più ampia, ossia non come macchinario fine a se stesso ma con lo scopo che si integrasse al meglio con la scocca che lo avrebbe ospitato.
Dal 1970 e fino al 1980 la scuderia emiliana utilizzò una serie di motori a V di 180° a dodici cilindri, con lo scopo di non rinunciare all'elasticità del V12 ma anche migliorare l'aerodinamica e il baricentro della macchina grazie ad un motore molto basso, però quando esordirono i motori turbo della Renault anche i V12 Ferrari risultarono arretrati sotto il profilo prestazionale ed il successivo avvento delle macchine ad effetto suolo li rese troppo ingombranti per i canali Venturi.
A questo punto Mauro Forghieri decise di costruire un motore sovralimentato a V per incrementarne la potenza massima, ma per regolamento non poteva avere una cilindrata superiore ai 1500 cc, invece dei 3000 cc degli aspirati.
Per questo motivo venne scelto di limitare il frazionamento a sei cilindri, perché sarebbe stato più semplice (con metà della cilindrata) realizzarne i componenti rispetto a un dodici cilindri, tanto che alesaggio e corsa avevano valori simili al motore da 3000 cc.
Detto questo venne scelto un angolo di bancata di 120°.
Sotto questo aspetto il motore era molto accademico, perché massimizzava il rendimento grazie all'ordine di scoppio che con un angolo di bancata di 120° avviene appunto ogni 120° di rotazione dell'albero motore.
Questo permise di condividere i perni di manovella tra le bielle dei cilindri adiacenti a ogni bancata, quindi la costruzione dell'albero a gomiti risultò molto semplice ed economica perché composto da sole tre manovelle.
Ma questa soluzione presentava anche dei lati deboli perché innesca vibrazioni pericolose, le cosiddette forze di primo ordine causate dall'inerzia degli organi in movimento alternativo, infatti il comportamento del motore è pari a quello di due tre cilindri in linea accoppiati.
Per via di questi fenomeni fu necessario dotare il propulsore di contralberi di equilibratura per evitare rotture, ma a discapito del peso del sistema.
Per l'impianto di sovralimentazione si decise di percorrere due strade parallele, ossia l'utilizzo dei turbocompressori e quello di un compressore volumetrico.
Il vantaggio del primo sistema risiedeva nel fatto che per comprimere l'aria da inviare alla camera di combustione, la girante del compressore era calettata sull'alberino della turbina azionata dai gas di scarico che sarebbero comunque andati persi, mentre il compressore volumetrico veniva azionato da una cinghia di trasmissione che abbracciava sia la puleggia del compressore che quella dell'albero motore, generando una dissipazione di potenza da quest'ultimo.
I test col compressore volumetrico non furono incoraggianti, perché il sistema (detto Comprex e progettato dalla Brown Boveri) nacque come tecnologia per vetture stradali e portava a cedimenti della cinghia che lo azionava.
Per questo motivo venne scelto di dotare il motore di due turbocompressori (uno per ogni bancata) che avevano un'inerzia più elevata e nelle prime versioni del motore creavano problemi di turbo-lag (ritardo di risposta), ma garantivano una potenza molto elevata distribuita in un arco di giri molto più ampio e livelli di affidabilità maggiore.
Grazie ad un angolo di bancata così ampio, fu possibile posizionare i collettori di scarico e le turbine all'interno delle bancate, mentre i collettori di aspirazione risultavano all'esterno.
Con questo sistema è stato possibile rendere il motore molto compatto nonostante un angolo di bancata molto ampio, e disegnare dei condotti Venturi di grandi dimensioni per le vetture che hanno corso fino al 1982.
Successivamente questo vantaggio venne meno in quanto nel 1983 i canali Venturi vennero banditi dal regolamento tecnico, infatti dal 1985 le turbine e gli scarichi vennero invertiti rispetto al sistema di aspirazione, con lo scopo di diminuire il centro di gravità e sfruttare lo spazio nelle fiancate per migliorare lo smaltimento termico. Questa versione non venne realizzata da Forghieri che è il padre del motore e si dimise nel 1984, ma da l'ex ingegnere della Moto Guzzi Ildo Renzetti, rivisto poi nel 1986 dall'ex Renault Jean Jacques His.
Tuttavia Forghieri riuscì ad apportare due innovazioni prima di lasciare il progetto.
Nel 1983 il motore da battere era il BMW M12/13 della Brabham che aveva potenze proibitive per tutti gli altri, successivamente si scoprì che utilizzava miscele di benzina speciali ad alto potere calorifico e numero di ottano.
La Ferrari alla ricerca di potenze sempre maggiori rischiava spesso rotture dei propri motori, quindi il tecnico emiliano insieme ai colleghi dell'Agip (che forniva carburanti e lubrificanti) sperimentò un sistema di post iniezioni di carburante in turbina nelle fasi inattive del motore, con lo scopo di tenere elevato il regime di rotazione delle giranti e ridurre l'effetto turbo-lag, al tempo stesso vennero additivate le benzine con una tecnologia detta emulsystem che consisteva in una sorta di iniezione d'acqua con lo scopo di controllare le temperature riducendo il fenomeno del battito in testa e migliorare il rendimento termodinamico.
La seconda innovazione si ebbe nel 1984 quando si passò da un sistema di iniezione indiretta tramite pompa meccanica, ad una soluzione con centralina elettronica ed elettroiniettori (due per cilindro) sviluppata dalla Weber e Magneti Marelli, che permetteva una regolazione più fine del rapporto stechiometrico aria/carburante (il rapporto stechiometrico sarà uno, al limite cambierà la carburazione), con beneficio sia della potenza erogata che soprattutto dei consumi.